# ウイスキペディア
ウイスキペディアは、BSフジで2019年12月5日より放送されているテレビドラマである。

## 概要
雰囲気の良いバーのマスター（倉田英二）と、主人公である28歳の宇井杉生（福山翔大）とのウイスキーを通した交流を描いたドラマ。ウイスキーに関する情報についてはドキュメンタリーとしてドラマの合間に挿入されている。

## スタッフ
- 原案・監修：有働佳史
- ドラマ監督：CABY佐藤
- ドラマ脚本：加藤裕一
- ドキュメンタリー取材：陸田優斗
- 協力：株式会社ウイスキー文化研究所
- BAR指導：遠藤政寿
- 企画：源生悟郎、渡辺裕予
- プロデュース：田平秀雄、岡田恒明
- 技術協力：CRAZY TV
- 制作プロダクション：ネットウエブ
- 制作著作：BSフジ